# セルシック則
セルシック則 (セルシックそく、Sérsic law) とは、銀河の表面輝度分布を与える近似的な関数のこと。1968年に José Luis Sérsic によって提案された。

## 概要

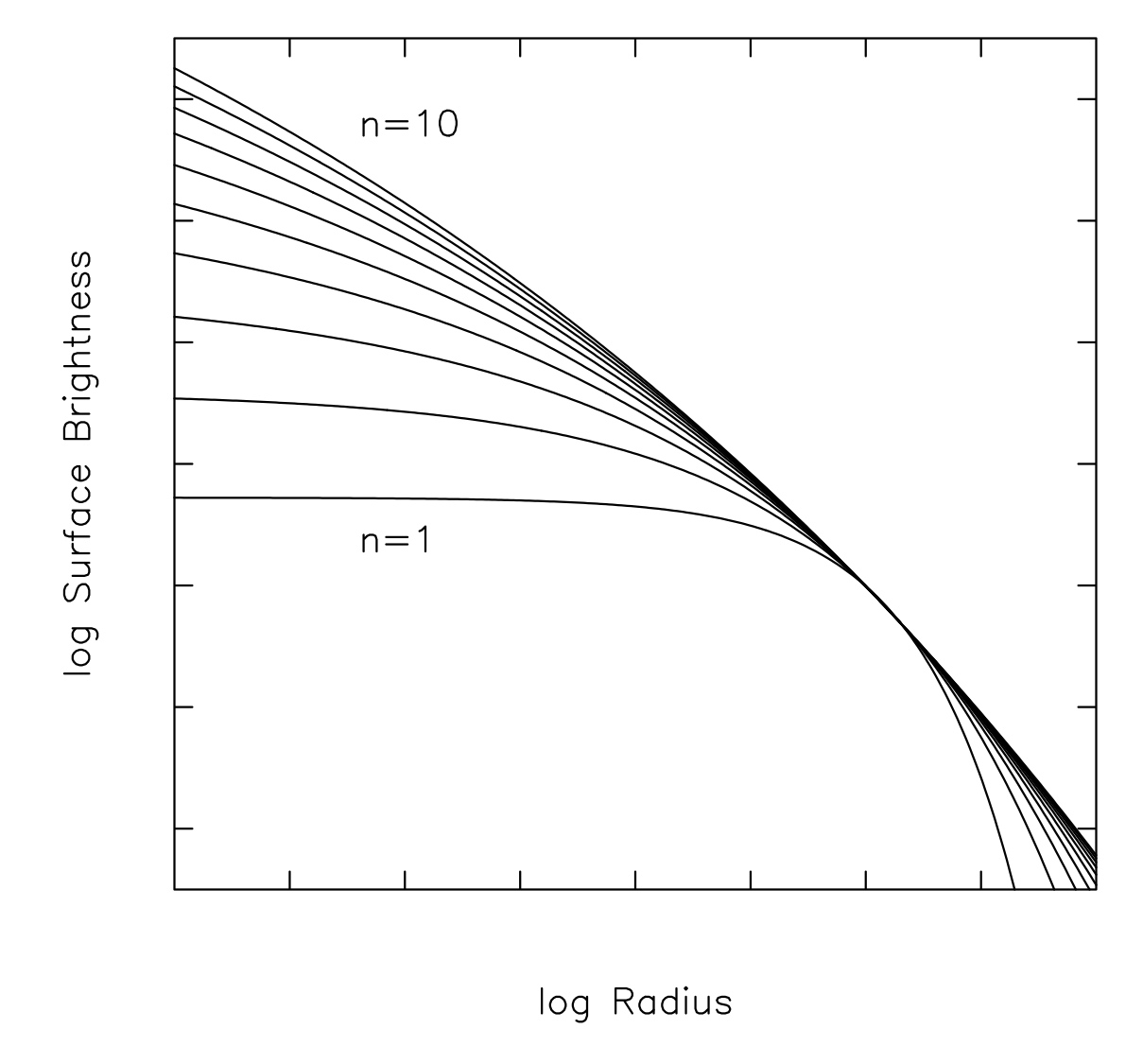
いくつかのセルシック指数 n に対するセルシック則。

銀河中心から距離 R の同心円 (楕円銀河の場合, 長軸 R の楕円) 上の表面輝度 I ( R ) を表す関数
{\displaystyle I(R)=I_{0}\exp \left[-b_{n}\left({\frac {R}{R_{e}}}\right)^{\frac {1}{n}}\right]=I_{e}\exp \left[-b_{n}\left\{\left({\frac {R}{R_{e}}}\right)^{\frac {1}{n}}-1\right\}\right]}
をセルシック則と呼ぶ。I0 は中心面輝度、Re は銀河の全光度の半分を含む半径、Ie は半径 Re での表面輝度である。パラメータ n をセルシック指数と呼び、セルシック則は n の値に応じて異なったタイプの表面輝度分布を記述する。
なお係数 {\displaystyle b_{n}} はセルシック指数 {\displaystyle n} の決まった関数で、等式
{\displaystyle \int _{0}^{R_{e}}I(R)RdR={\frac {1}{2}}\int _{0}^{\infty }I(R)RdR}
を満足するように決められる（従って {\displaystyle b_{n}} は {\displaystyle \Gamma (z)}, {\displaystyle \gamma (n,z)} をそれぞれガンマ関数, 不完全ガンマ関数として {\displaystyle \Gamma (2n)=2\gamma (2n,b_{n})} を満たす）。n が 1 以上のとき {\displaystyle b_{n}} は
{\displaystyle b_{n}\sim 2n-0.324}
により近似できる。

## 応用
セルシック指数 n は観測的にはフィッティングパラメータとして用いられるが、n = 4 または n = 1 の場合には特別に知られている面輝度分布を与える。

### ドゥ・ボークルール則
セルシック則は n = 4 のとき
{\displaystyle \ln {\frac {I}{I_{e}}}=-b_{4}\left\{\left({\frac {R}{R_{e}}}\right)^{\frac {1}{4}}-1\right\}}
となり、ドゥ・ボークルール則または R1/4 則と呼ばれるプロファイルを再現する。R1/4 則は楕円銀河や円盤銀河のバルジ成分の面輝度分布をよく説明する。
ただし、実際には楕円銀河の中でもセルシック指数 n はその光度や大きさに応じて異なった値を取る。暗い楕円銀河は n ∼ 0.5 程度となるが、最も明るい楕円銀河では n は 10 以上となる。

### 指数法則
セルシック指数 n = 1 のとき、セルシック則は
{\displaystyle \ln {\frac {I}{I_{e}}}=-b_{1}\left({\frac {R}{R_{e}}}-1\right)}
であり、これは指数法則と呼ばれる。指数法則は円盤銀河の円盤成分の面輝度プロファイルをよく説明する。
ただし、円盤銀河の面輝度分布がバルジと円盤のふたつのセルシック則の重ね合わせからの逸脱することもしばしば観測される。